# 上海总工会旧址
上海总工会旧址又稱湖州会馆—上海总工会遗址、上海工人第三次武装起义指挥部遗址，是中国上海的一处遗址纪念地，位于静安区宝山路街道中兴路828号（会文路转角）原湖州会馆。1927年，上海总工会秘密办公机关曾设于此。
湖州会馆建于1908年（一說1900年）前后，由浙江湖州人集资兴建，占地20余亩，进会文路大门后自东向西有养疴别墅、大厅和花厅，花园中有四面厅。1927年3月23日，上海工人第三次武装起义期间，武装工人纠察队攻打驻扎于此的奉鲁军队。攻克后次日，上海总工会办公地点自狄思威路麦加里迁此。4月12日凌晨，青帮工会中華共進會会员攻击湖州会馆，随后蒋介石军队出面镇压，没收武器，占领会馆，导致发生四一二事件。
1932年一二八事变中，湖州会馆地处战区，大部分被毁，仅存西部少数房屋。1949年以后，在其遗址上建造了铁路局职工宿舍，原貌已荡然无存。1959年5月26日和1977年12月7日，上海总工会旧址被列为上海市文物保护单位。2021年6月16日，遺址對外開放。2025年5月29日，历时10个月保护修缮的上海总工会遗址又再度面向公众开放。